# Atsuji Miyahara
Pour les articles homonymes, voir Miyahara.
Atsuji Miyahara (宮原 厚次, Miyahara Atsuji) est un lutteur japonais spécialiste de la lutte gréco-romaine né le 20 décembre 1958.

## Biographie
Atsuji Miyahara participe aux Jeux olympiques d'été de 1984 à Los Angeles dans la catégorie des poids mouches et remporte la médaille d'or. Quatre ans plus tard, lors des Jeux olympiques d'été de 1988 à Séoul, il remporte la médaille d'argent dans la même catégorie de poids.
Aux Championnats du monde de lutte, il est médaillé d'argent en 1981 et médaillé de bronze en 1986 dans la catégorie des poids mouches. Il est aussi médaillé d'or des Jeux asiatiques de 1986 dans la catégorie des poids mouches.